# Лыжно-биатлонный стадион Контиолахти
Лыжно-биатлонный стадион Контиолахти — комплекс спортивных сооружений и лыжных трасс в общине Контиолахти в финской провинции Северная Карелия, место проведения соревнований высшего уровня — чемпионатов мира и этапов кубка мира по биатлону и лыжным гонкам. Стадион имеет действующую лицензию категории «А» по классификации Международного союза биатлонистов (IBU).

## Местоположение стадиона
Лыжно-биатлонный стадион Контиолахти расположен в 10 километрах к югу от города Контиолахти и в 15 километрах к северу от города Йоэнсуу на берегу озера Хёютияйнен в восточной Финляндии, относительно недалеко от российско-финляндской границы. Ближайший автомобильный пункт пропуска Вяртсиля-Ниирала находится в 88 километрах.

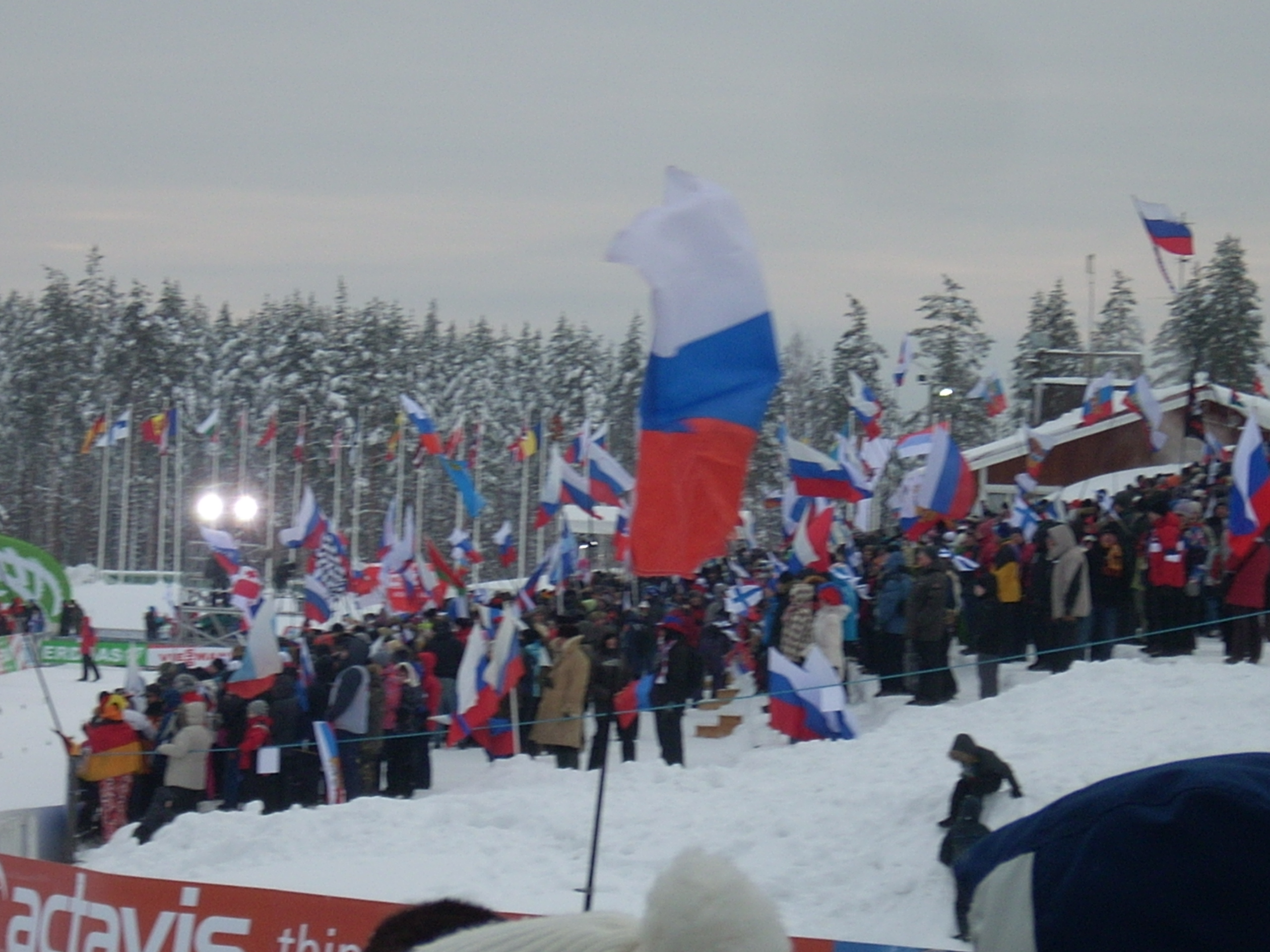
Болельщики, этап Кубка мира по биатлону (2012)

## Описание стадиона
Стадион располагается в живописном месте на высоте от 88 до 128 метров над уровнем моря. Самой высокой точкой трассы является знаменитый в лыжно-биатлонных кругах подъем «Стена». С этой возвышенности открывается красивейший вид на озеро Хёютияйнен, окруженное хвойным лесом.
Трибуны стадиона вмещают 15 000 зрителей, а также около 6 000 человек могут наблюдать за ходом гонок вдоль трассы. На территории стадиона есть как постоянные, так и временные здания и сооружения. Постоянными являются главное здание стадиона (500 m²), пресс-центр (300 m²), телецентр (200 m²), трибуны для зрителей и помещения для подготовки лыж, которые также используются как раздевалки. Временными являются здания и сооружения, которые становятся вспомогательными на время проведения крупных международных соревнований, например временные смазочные вакс-кабины с легким доступом к зоне старта и финиша.

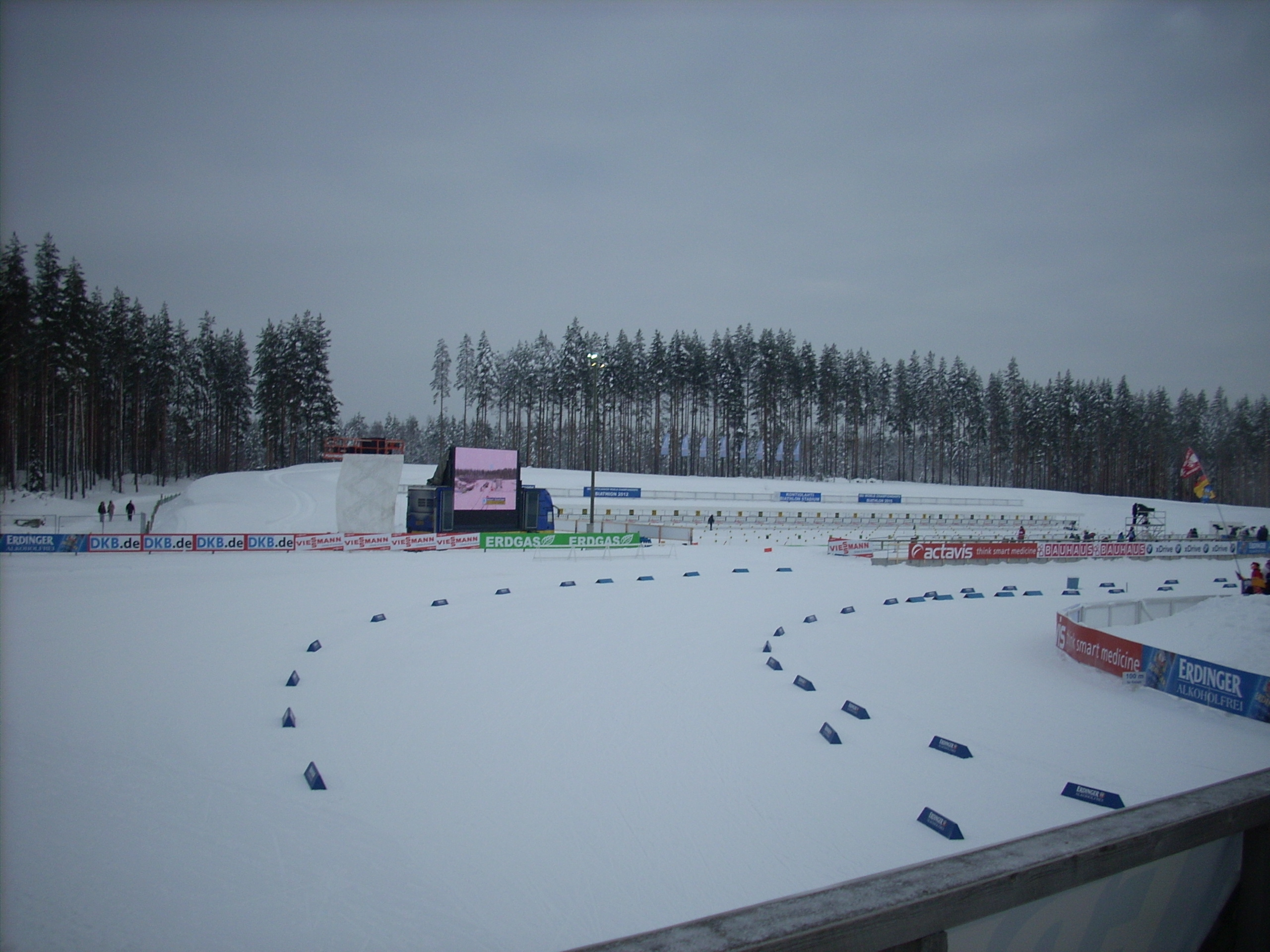
Стрельбище, этап Кубка мира по биатлону (2012)

В непосредственной близости от стадиона есть автомобильная парковка, а также несколько дополнительных парковок для зрителей, использующихся во время проведения чемпионатов мира и этапов кубка мира. Во время проведения международных биатлонных соревнований для болельщиков организуется трансфер от центральной площади города Йоэнсуу до стадиона.

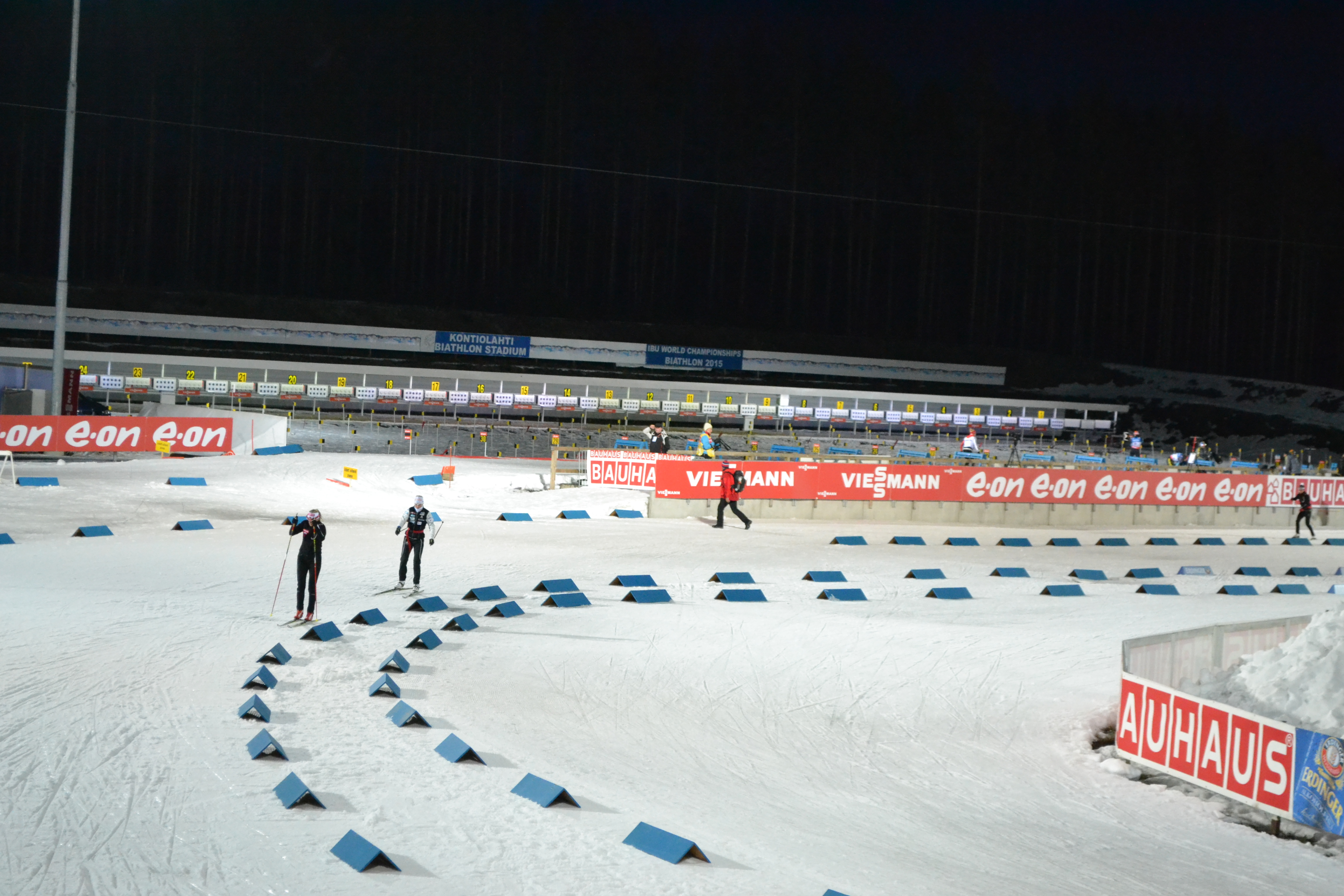
Стрельбище, этап Кубка мира (2014)

В 2015 году Министерством образования и культуры (фин. Suomen opetus- ja kulttuuriministeriö) и Агентством регионального управления Финляндии (фин. Aluehallintovirasto) стадион был признан «Спортивным объектом года» (фин. Vuoden liikuntapaikka). Многофункциональность, возможность круглогодичного посещения стадиона, а также доступность как для профессиональных спортсменов, так и для местных жителей стали решающими критериями отбора.

## Прошедшие соревнования
- Чемпионаты мира по биатлону 1999-го и 2015-го

34-й чемпионат мира в 1999 году был частично перенесет в норвежский Хольменколлен из-за сильных морозов, в Контиолахти были проведены только спринтерские гонки, гонки преследования и эстафеты. 49-й чемпионат мира в 2015 году проводился с 5 по 15 марта.
- Этапы Кубка мира проводились в 1990, 1993, 1997, 2003, 2006, 2007, 2010, 2012, 2014, 2017, 2018 гг. В марте 2020 года этап Кубка мира впервые был проведен без зрителей из-за пандемии COVID-19. Первые два этапа биатлонного сезона 2020—2021 также прошли без зрителей.
- Чемпионат мира по биатлону среди юниоров 1996, 2005 и 2012 гг.[4]
- Чемпионат Европы по биатлону 1994 и 2002 гг.
- Международный чемпионат ветеранов биатлона ежегодно с 1997-го
- Национальные соревнования по лыжному суперспринту (фин. Kansallinen SuperSprint)
- Чемпионат Финляндии по лыжным гонкам 2013 г.

## Использование стадиона
Сегодня стадионные сооружения и инфраструктуру можно использовать круглогодично.

### Летний сезон
Летом на стадионе есть возможность для тренировок на роликовых коньках и лыжероллерах. Асфальтированная трасса протяженностью 1-4 километра с разным уровнем сложности и выходом на стрельбище с тридцатью мишенями. Вокруг биатлонного стадиона проложены пешеходные и беговые дорожки, протяженностью 1-15 километров. В летний сезон на территории стадиона проводятся соревнования по спортивному ориентированию. Летом 2017 года было открыто поле для фрисби-гольфа.

### Зимний сезон
Благодаря охлаждаемой трассе протяженностью 1,5 километра, зимний сезон начинается с октября, в течение осени трассу удлиняют до 3-4 километров. После выпадения естественного снега ежедневно с 8.00 до 21.00 для всех желающих доступна семикилометровая освещенная трасса. Погодное ограничение до — 20 градусов.